# کرایی سفلی
کرایی سفلی (انگلیسی: Korai-ye sofla)، روستایی از توابع بخش مرکزی شهرستان شوشتر در استان خوزستان ایران است.

## جمعیت
جمعیت این روستا 12 خانوار و 51 نفر می‌باشد.شغل همۀ اهالی روستا کشاورزی و دامداری است. تنها مدرسه این روستا فقط در مقطع ابتدایی است و حداکثر دارای 10دانش آموز است.

## پیشینه اهالی
طایفۀ کرایی زمانی ساکن استان کهگیلویه و بویراحمد فعلی بودند ولی در اواخر دورۀ صفویان پس از یورش افغان‌ها و روی کار آمدن طهماسب قلی (سال 1135) به دلیل پناه دادن به یکی از مدعیان حکومت صفویه (بنام صفی میرزا)  و جانب‌داری از وی، به مناطق مختلف کشور ازجمله استان فارس، چهارمحال و بختیاری، سیستان و بلوچستان و خوزستان کوچانده شدند.
صرف‌نظر از قول جهانگشای نادری، تذکرۀ شوشتر و سایر متون تاریخی، چگونگی این تبعید اجباری را مرحوم زین‌العابدین خلیفه‌زاده (متوفی 1384) از قول مرحوم کاید محمدحسن عسکری کرایی این‌گونه نقل می‌نمایند: گروهی که به امر حکومت مقرر شد از کوهستان کهگیلویه به صحرای خوزستان کوچانده شوند توسط باباخان چاپشلو یکی از صاحب‌منصبان نظامی پس از عبور از رامهرمز، در اطراف شوشتر و دره خزینه که سرزمین طایفۀ گندزلو است اسکان داده، چند تن از سران ایشان را به سلاسل شوشتر برده و برای عبرت اهالی گردن زدند.
کرایی‌های سال‌عباسی در کوه‌های سیاه (نام محلی: کُهِ شَه) منطقۀ له‌بهری مسکن گزیدند. سال‌عباسی اشاره به دوران شاه‌عباس دارد، یعنی گروهی که در دوران شاه‌عباس کوچانده شدند. این گروه عمدتاً وابسته به تیرۀ دین یار و خانوارهایی از بل‌مندنی، لیراوی، اروه‌ای و دوراوی و ... بودند. در آن روزگار له‌بهری در تصرف گندزلوهای افشار بود و ایشان تا روزگار محمدتقی‌خان در آن منطقه و بخشی از مسجدسلیمان و شوشتر در اقتدار به سر می‌بردند. کرایی‌ها به‌مرور با افزایش جمعیت و دام و استطاعت مالی، گندزلوها را که از متحدان محمدتقی‌خان چهارلنگ بودند و پس از سقوط وی از قدرتشان کاسته شده بود را جواب کردند. آنگاه برای تأمین زمین و مرتع متوجه سرزمین‌های شرقی و شمالی (بی‌بیان، تمبی و کلگه‌زری در مسجدسلیمان فعلی) شدند و املاکی را در آنجا خریداری کردند.

## پوشش گیاهی
آب و هوای کرایی گرم و خشک است و اکثر مزارع آن دیم بوده و فقط گندم و جو در آن‌ها کاشت می‌شود.  
پوشش گیاهی منطقه به‌طور کلی مرتعی و بسیار متنوع است که دامنه‌های شمالی از پوشش مناسب و خوب و دامنه‌های جنوبی دارای مراتعی فقیر است. وجود بازمانده‌هایی از کنارستان در منطقه و تک درختان انجیر کوهی، بادام کوهی و کلخنگ نشان از تراکم و تنوع بسیار بالای گیاهی و جنگلی در گذشته دارد که به علت تخریب مراتع و قطع درختان از میان رفته‌است.
از دیگر درختچه‌های منطقه میتوان به رملیک، سریم و گز به صورت تک درخت اشاره کرد. پوشش مرتعی از تیره کاسنی، لگومینور و گرامینه تشکیل شده‌است.
به‌طور کلی بیش از ۸۶ گونه گیاهی در منطقه شناسایی شده که تعداد زیاد گونه دارویی از جمله گل گاوزبان، بارهنگ، بومادران و پونه در میان آن‌ها به چشم می خورد. عمده جامعه گیاهی و گونه شاخص گیاهی را درخت کنار تشکیل می‌دهد.

## پوشش جانوری
تا کنون ۵۸ گونه پرنده، ۱۷ گونه پستاندار، ۱۴ گونه خزنده و ۴ گونه دوزیست در منطقه شناسایی شده‌است.
مهمترین گونه شاخص منطقه حفاظت شده کرایی قوچ و میش می‌باشد که به راحتی در منطقه قابل مشاهده است و به دلیل شرایط منطقه و حفاظت صورت گرفته از جمعیت نسبتا مطلوبی برخوردار است. منطقه حفاظت شده کرایی تنها زیستگاه پویای گونه قوچ و میش در استان خوزستان است.
این منطقه در زمان‌های نه چندان دور زیستگاه خرس و پلنگ، کل و بز و آهو نیز بوده که به علت شکار بیرویه و تخریب زیستگاه این گونه‌ها نابود شده‌اند.
پستانداران: قوچ و میش وحشی، گرگ، شغال، روباه، هامستر خاکستری، گربه وحشی، خرگوش، تشی، خفاش لب کوتاه، گراز، سمور، کفتار.
خزندگان: به ۲ راسته مار و سوسمار و لاک‌پشت‌ها تعلق دارند. وجود گونه‌های مختلف خزندگان در منطقه بر غنای تنوع زیستی موجود افزوده است.
از مارهای منطقه می‌توان به افعی سوسن، مار قیطانی، مار پلنگی، مار گرزه، توله مار و… اشاره نمود.
پرندگان: تیهو، کبک، قمری معمولی، کبوتر چاهی، کبوتر کوهپایه ای، یاکریم، کمر کولی کوچک، کمر کولی بزرگ، هدهد، زنبور خوار، سبز قبا، کوکوی معمولی، حواصیل خاکستری، حواصیل شب، قار، قرقی، دلیجه، سارگپه، چکاوک طوقی، چکاوک بیابانی، چکاوک کاکلی، چکاوک درختی، چلچله کوهی، دم جنبانک ابلق، دیدمک، دراج.

## نگارخانه

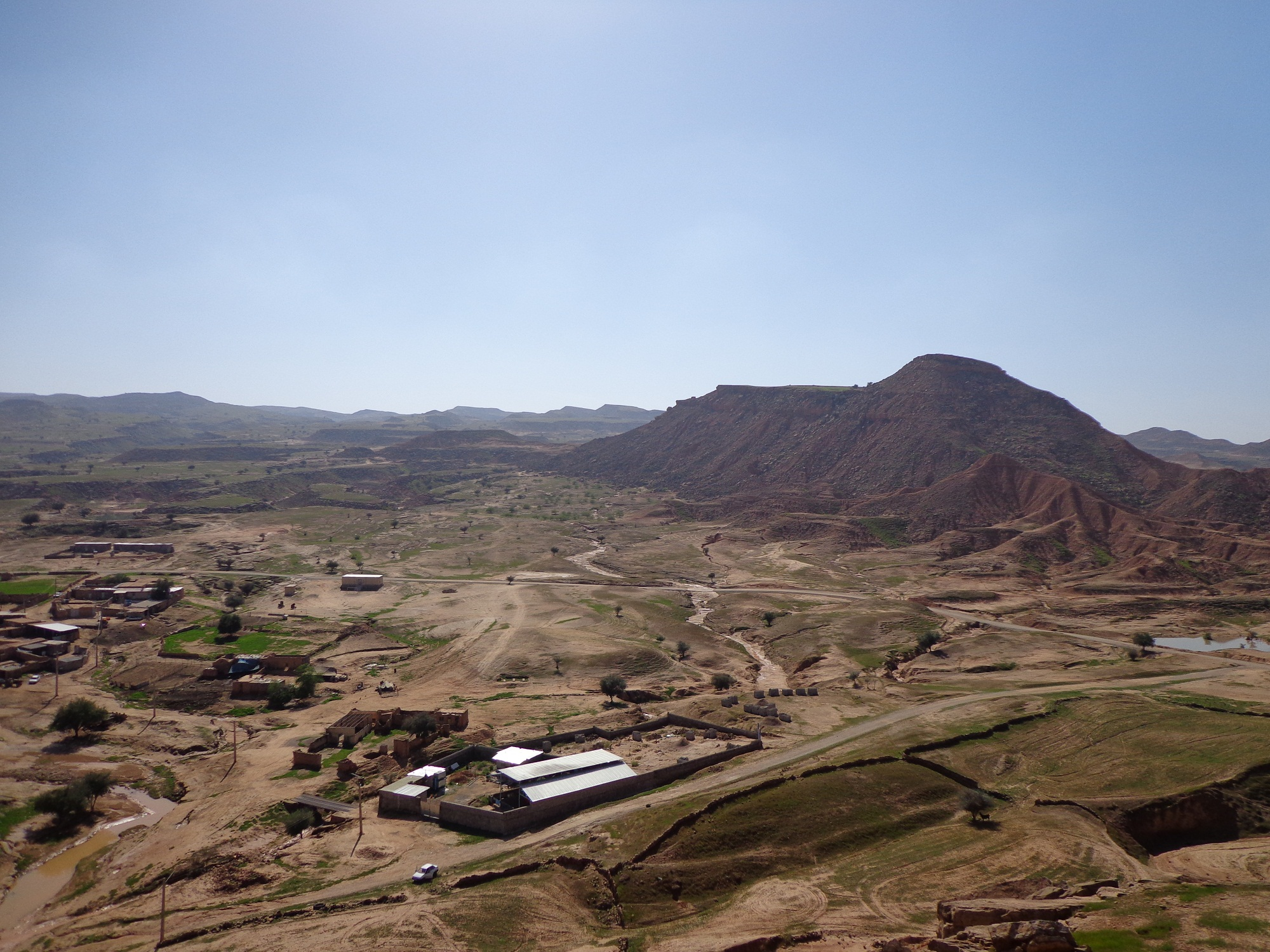

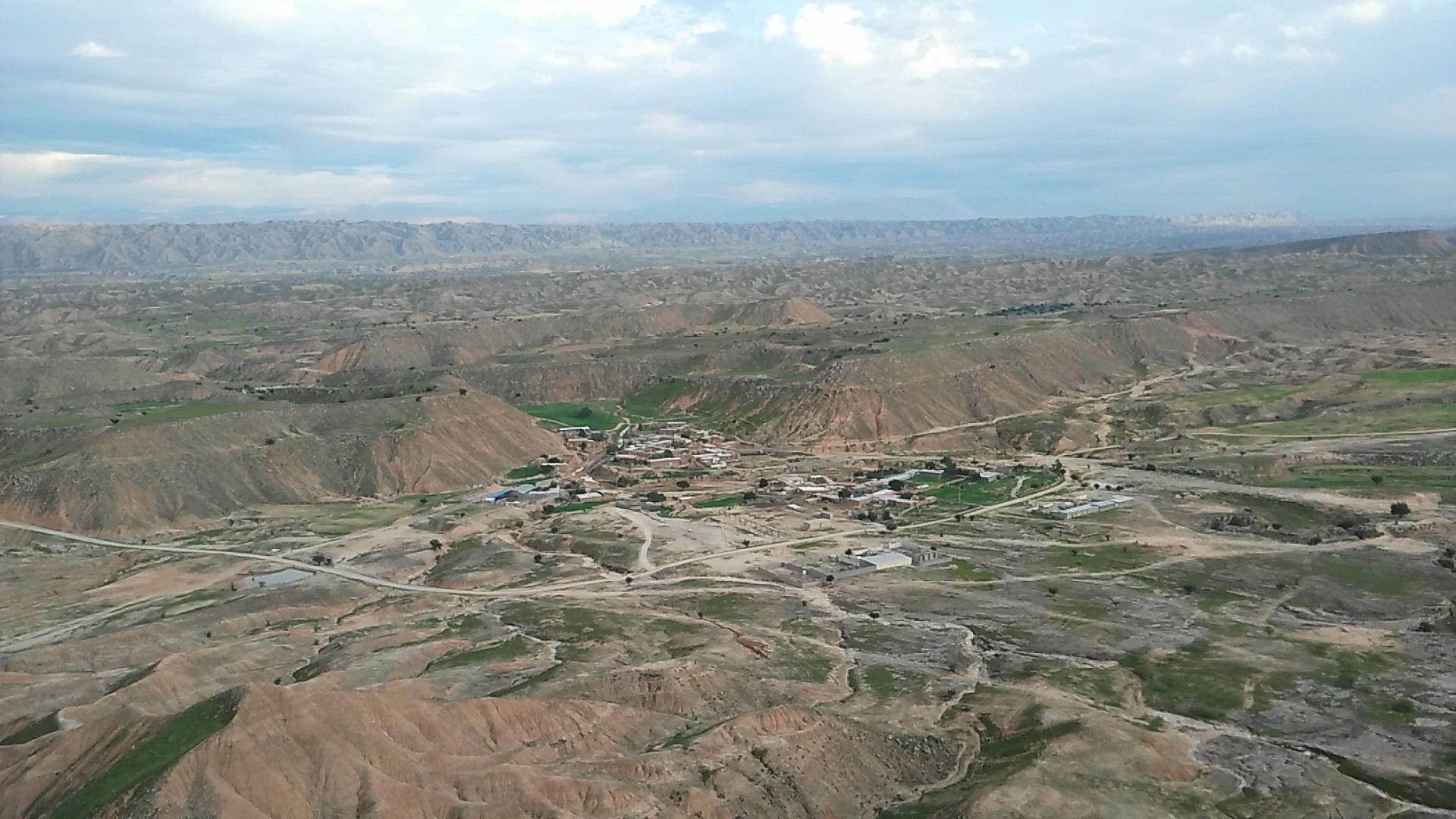